# 2005 VD
2005 VD是一顆位於外太陽系逆行軌道的半人馬小行星和達摩克型小行星，其軌道傾角在太陽系小天體中排名第二，僅次於2013 LA2。2005 VD是2005年至2013年間已知傾角最大的天體，此天體的直徑約為6公里（3.7英里）。

## 分類
2005 VD的半長軸比木星的長，並且在接近近日點時幾乎與木星軌道相交。噴射推進實驗室將其列為半人馬小行星。 深度黃道巡天 和小行星中心皆在不同期間將其列為半人馬小行星 (qmin=~5AU)。深度黃道巡天和小行星中心將於2032年再次將其列為半人馬小行星。

## 外部連結
- (434620) 2005 VD, Small Bodies Data Ferret
- 2005 VD at AstDyS-2, Asteroids—Dynamic Site
  - Ephemeris · Observation prediction · Orbital info · Proper elements · Observational info
- NASA JPL小天體瀏覽器上的2005 VD